# Cervarolo (Varallo)
Cervarolo era un comune della Valsesia, ora frazione di Varallo.

## Geografia fisica

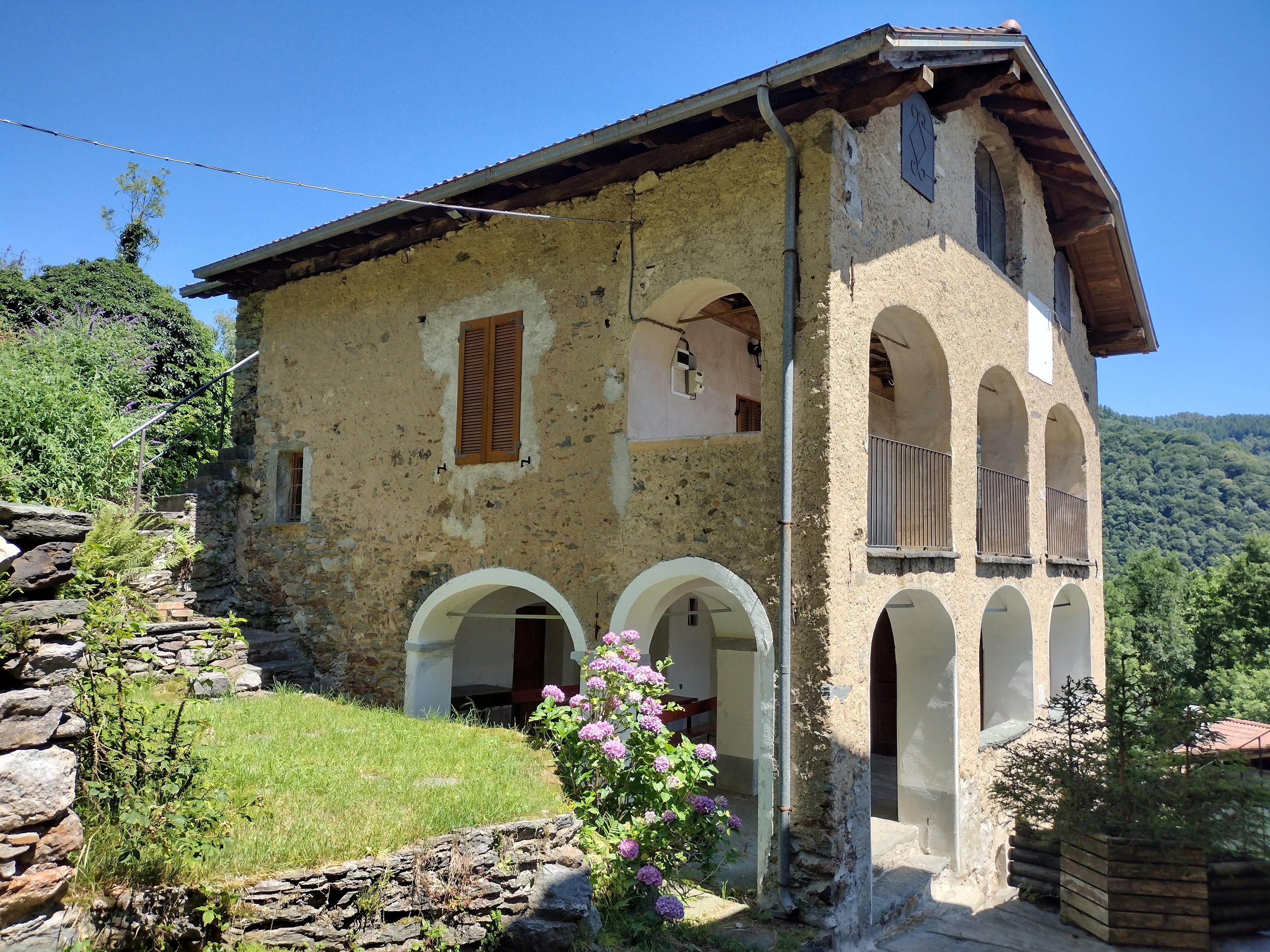
Casa con loggiato a Villa Superiore

Cervarolo ha un territorio caratterizzato da diversi centri abitati: Villa Inferiore (707 m.s.l.) e Superiore, Molino, Prati, Sassello, Solivo e Volta, che nei nomi rivelano insediamenti e usi del suolo già dal Medioevo in una zona di frequente comunicazione con il Lago d'Orta e la Valle Strona di Omegna.
La chiesa parrocchiale, dedicata a S. Michele arcangelo, ampliata e ristrutturata in età barocca, sorge su un breve pianoro nella Villa Inferiore.
Oltre Villa Superiore, lungo un percorso fra i boschi, si arriva alle Piane di Cervarolo a 1222 m.s.l., uno dei più gradevoli alpeggi della Valsesia, tuttora abitato da pastori e frequentato per soggiorni estivi. Nei pressi delle Piane si trovano due rifugi, il Gaudenzio Cerini (gestito da privati) e quello del Gruppo Camosci (CAI di Varallo), che possono servire come punto di appoggio per la salita alla Massa del Turlo e per varie altre escursioni.

## Storia

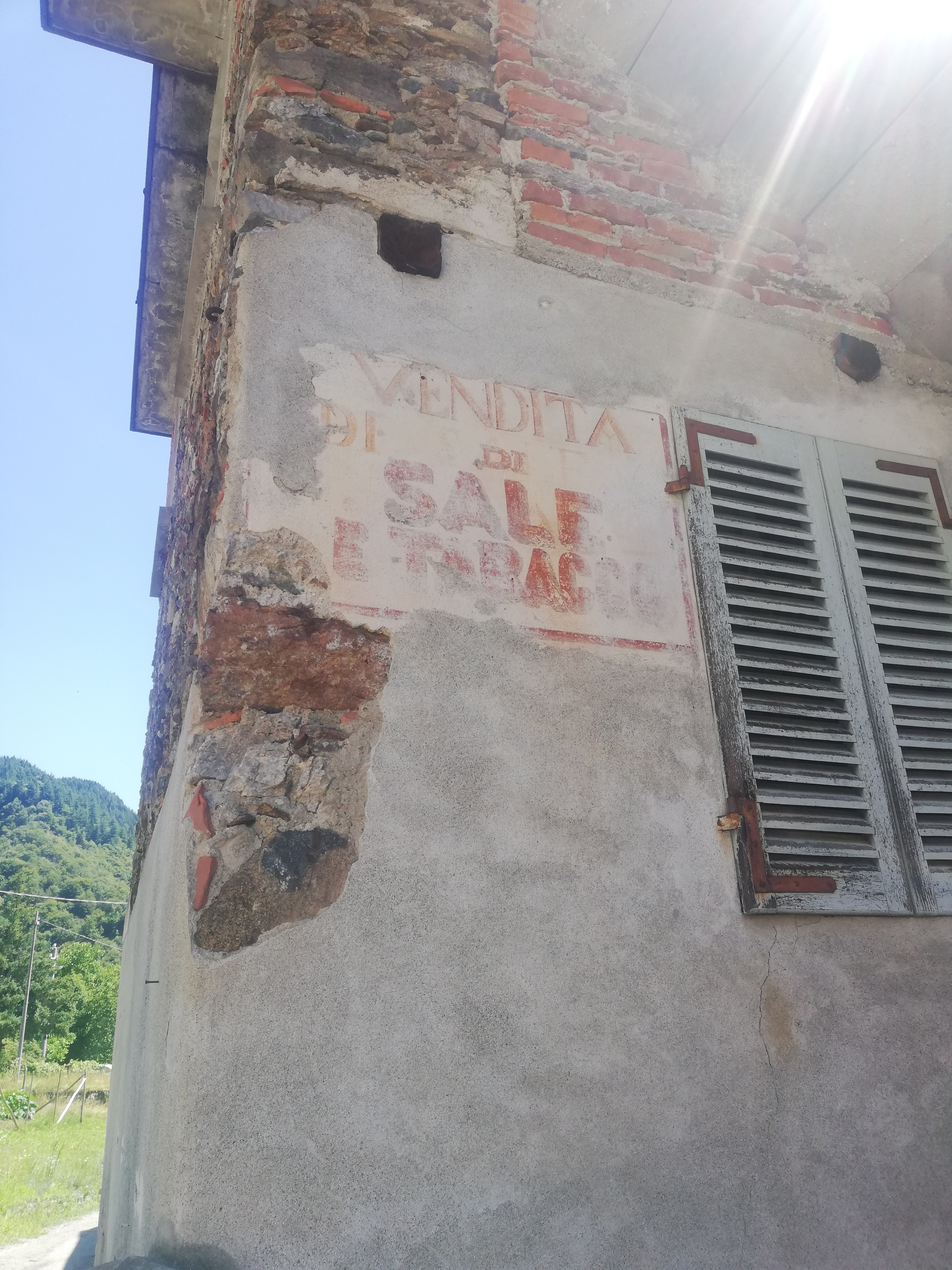
Vecchia insegna Sale e Tabacchi

Nel secolo scorso la popolazione di Civarolo (antica italianizzazione dal dialetto Civaroeu, conservata nelle carte del Regno di Sardegna e di Sardegna, ma sostituita alla fine dell'Ottocento dal più "italiano" Cervarolo) superò i 1 200 abitanti, reggendosi su di un'economia mista che vedeva un'emigrazione maschile stagionale in Francia e Svizzera (gessatori e muratori) e un'emigrazione invernale delle donne in Lomellina per lavorare la canapa. Tuttavia ora gli abitanti sono diminuiti, aggirandosi sul centinaio. Cervarolo è inoltre famosa per la leggenda della “Stria Gatina” una presunta strega vissuta  attorno al 1800.

## Eventi
A Cervarolo ogni estate viene organizzata la Festestate, che comprende spettacoli, gastronomia, serate culturali: inoltre, ogni anno, ai primi di settembre viene organizzata la "festa del fungo", così chiamata in quanto si tratta appunto di una sorta di competizione tra cercatori di funghi. Dopo aver proclamato il vincitore, cioè colui che ne raccoglie di più, tutti i funghi raccolti vengono serviti in un grande pranzo sotto il "tendone", tipico rifugio all'aperto che ogni anno dal 1978 viene costruito in estate e al suo interno ospita fino a 200 persone (dal 2013 non si tiene più)
Dal 2015 presso località Sassello si organizza la cena di inizio anno, divenuta ormai una tradizione.